# 斉藤里奈 (2001年生)
斉藤 里奈（さいとう りな、2001年1月1日 - ）は、日本の女優、グラビアアイドル。
埼玉県出身。Coccinelle Entertainment所属。

## 略歴
2019年、大学一年生の時に FRESH CAMPUS CONTEST2019に出場し、準グランプリを受賞する。
2020年3月より、CanCam専属読者モデルを務める。
2021年1月より、ソニー・ミュージックエンタテインメントに所属する（2023年まで）。
2022年7月、『ミスマガジン2022』ベスト16に選出され、同年10月、ミス週刊少年マガジンに選出される。
2023年3月26日に中央大学を卒業したことを公表した。
2024年4月3日に1st写真集「色彩」を発売し、4月6日に記者会見を開催した。

## 人物
- 趣味は、韓流ドラマ鑑賞[10]、旅行、ゲーム。
- 特技は、書道、歌、ピアノ、ダンス、バスケットボール。

## 出演

### テレビ
- 私の正しいお兄ちゃん（2022年1月24日、1月31日、フジテレビ）
- トモダチゲームR4（2022年7月、テレビ朝日） - 宍戸英里 役
- ショジョ恋。（2023年4月、フジテレビ）- 大友奈々 役
- あざとくて何が悪いの?（2024年3月8日、3月15日、4月5日、テレビ朝日）
- 夫を社会的に抹殺する5つの方法 Season2（2024年 1月、テレビ東京）- 瀬戸 役
- 仮面ライダーガヴ 第11話・第12話（2024年11月17日・24日、テレビ朝日） - 鳥谷葉奈 役[11]
- Dearにっぽん（2025年4月20日-、NHK総合）- ナレーション

### ラジオ
- ミスマガ放課後RADIO!（2022年10月20日 - 不定期出演、渋谷クロスFM）

### 映画
- 言えぬまま（2022年 10月公開）- 佐藤瑠花 役
- さよならエリュマントス（2023年8月11日公開[12]）- リナ 役[13]
- 恋わずらいのエリー（2024年3月15日公開）- 尾上 役[14]
- 聖☆おにいさん THE MOVIE ホーリーメン（2024年12月20日公開）
- 青春ゲシュタルト崩壊（2025年6月13日公開）- 麻衣役

### 広告
- DHCルクスミー（2022年）

## 書籍

### 写真集
- 色彩（2024年4月3日、講談社、撮影:三瓶康友）[15][16][注釈 2]

### 雑誌
- 週刊少年マガジン（講談社）
  - 2024年1月1号（2023年12月6日）※表紙＆巻頭グラビア
- 週刊SPA! （扶桑社）
  - 2025年4月22日・29日号 （2025年4月15日）※表紙＆巻中グラビア[17]

モデル
- CanCam専属読者モデル（2020年3月-）
- CanCam it girl ICONS（2024年4月-）

## デジタル写真集
- プリティでビューティフルってズルイ。（2021年11月15日、週刊プレイボーイ）[18]
- ミスマガジン2022 1 ヤンマガアザーっす！ ＜ＹＭ2022年47号未公開カット＞（2023年1月6日、講談社）[19]
- ミスマガジン2022 2 ヤンマガアザーっす！ ＜ＹＭ2022年47号未公開カット＞（2023年1月6日、講談社）[20]
- ミスマガジン2022 1 2 ＜70枚完全版＞ヤンマガアザーっす！ ＜YM2022年47号＋48号未公開カット＞（2023年1月6日、講談社）[21]
- ミスマガジン2022ソログラビアSP 4（2023年1月13日、講談社）[22]
- 年末年始干支コスプレSP（2023年2月10日、講談社）[23]
- 山岡雅弥 天野きき 麻倉瑞季 斉藤里奈＜ミスマガジン2021＆2022コラボ＞ ヤンマガアザーっす！＜YM2023年4・5号未公開カット＞（2023年3月3日、講談社）[24]
- ミスマガ2022とお家で過ごす２人の時間（2023年4月14日、講談社）[25]